# 起士蛋糕
起司蛋糕（英語：Cheesecake）主要是由新鮮起司（例如：美國奶油芝士、義大利里考塔起司、義大利马斯卡邦尼奶酪、德國夸克起司、法國白起司等）、甜味劑（例如：砂糖、蜂蜜、楓糖漿等）、雞蛋、麵粉及明膠為主體，餡餅皮、海綿蛋糕片或消化餅乾碎屑與奶油攪拌壓實為底部所製成的一款蛋糕。

## 種類
起司蛋糕一般包括重起司蛋糕、輕起司蛋糕及免烤起司蛋糕三類。
- 重起司蛋糕

起司含量較高，不含麵粉或麵粉含量極少，雞蛋沒有打發烘焙而成的起司蛋糕。
- 輕起司蛋糕

起司含量較低，麵粉含量較高，用雞蛋打發烘焙而成的起司蛋糕。
- 免烤起司蛋糕

製法類似幕斯，以明膠作為凝固劑，但含有起司，不含麵粉，冷藏而成的起司蛋糕。

## 圖片

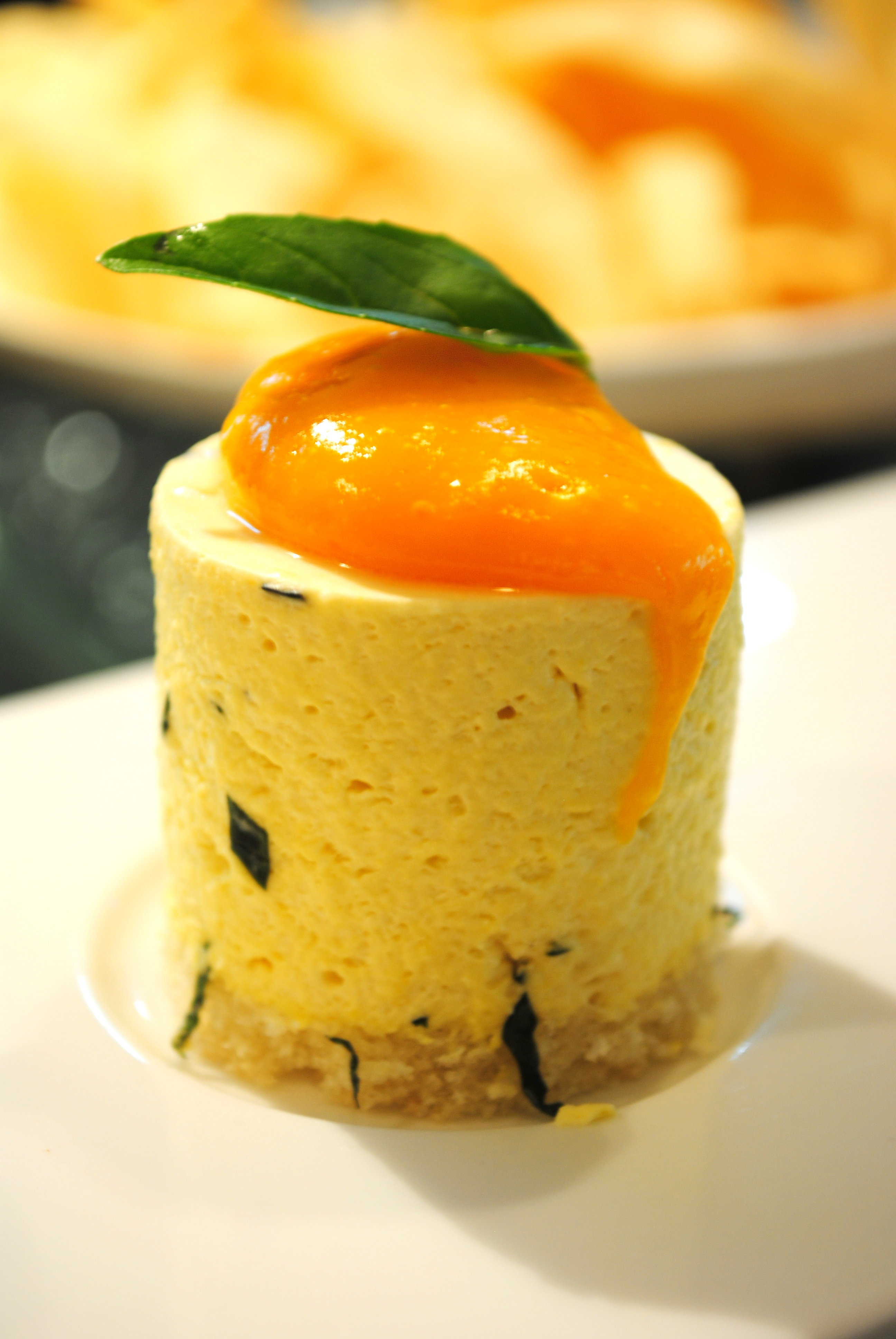
芒果起司蛋糕
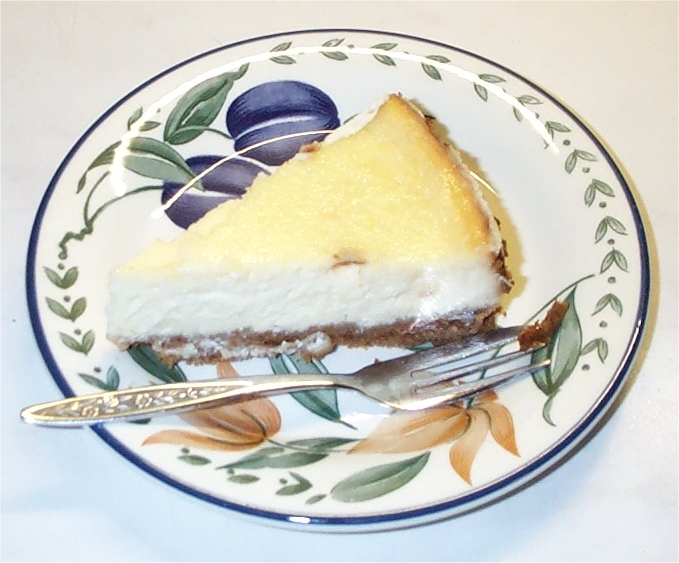
檸檬重起司蛋糕
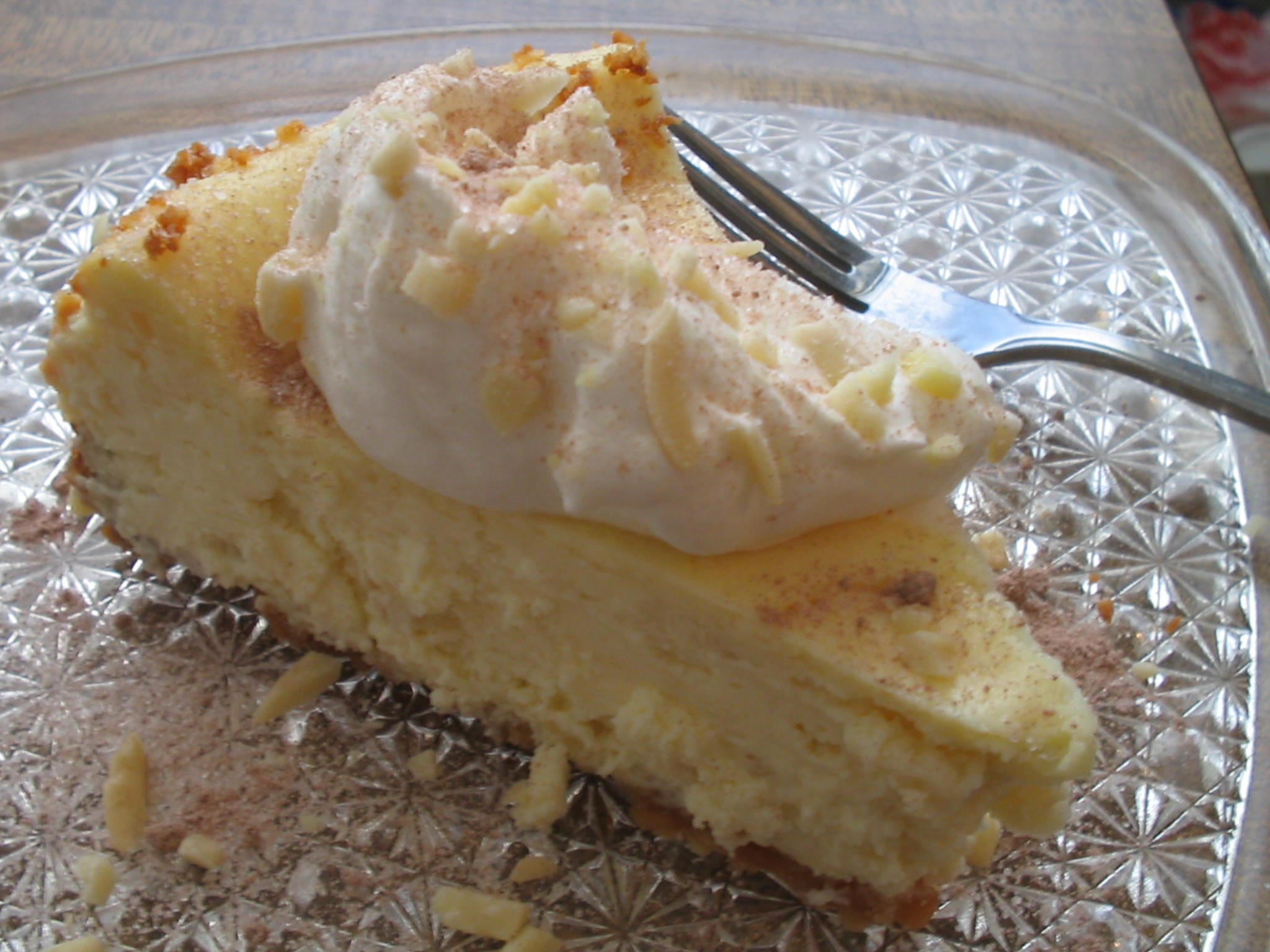
杏仁重起司蛋糕
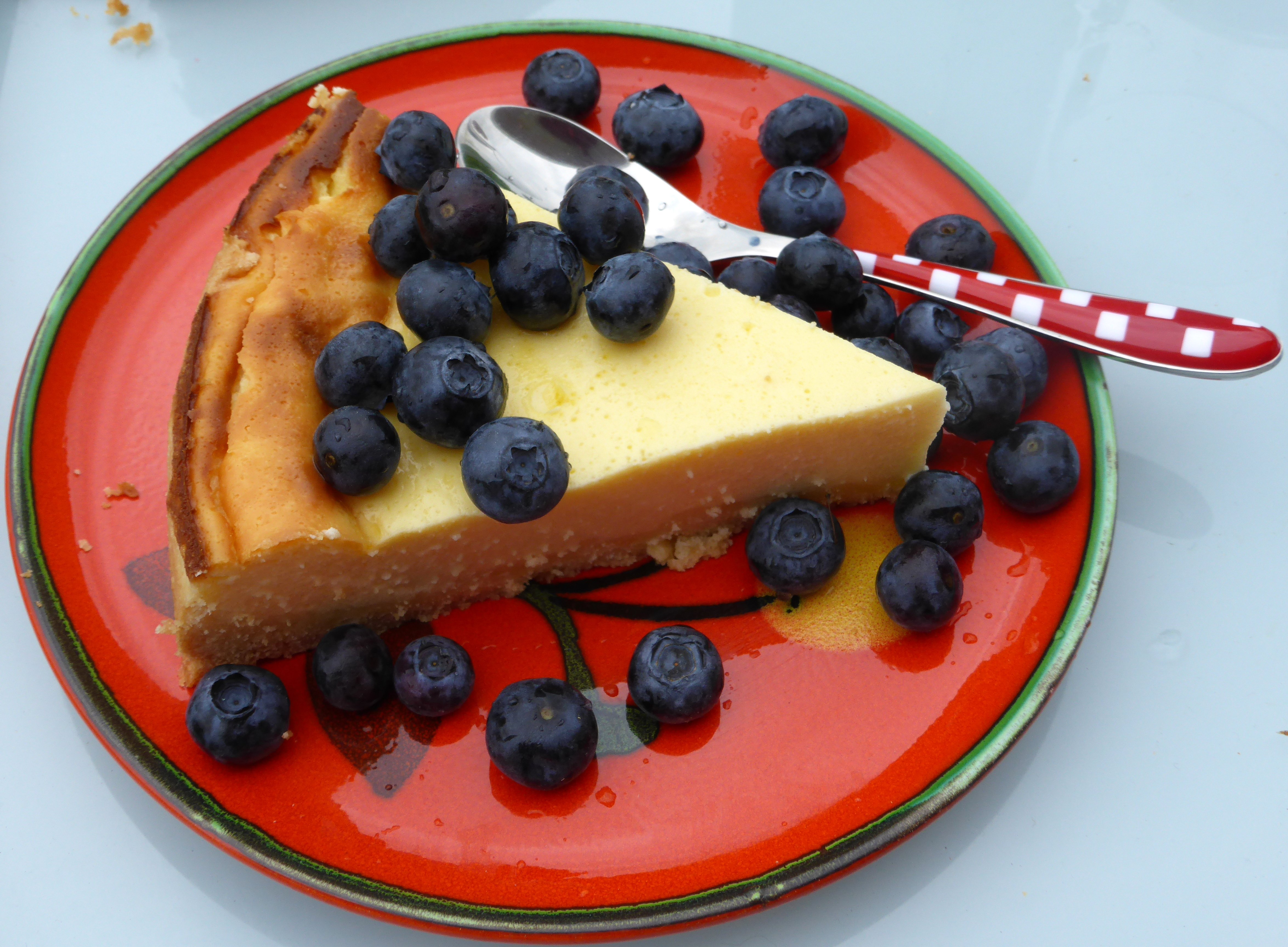
德國重起司蛋糕
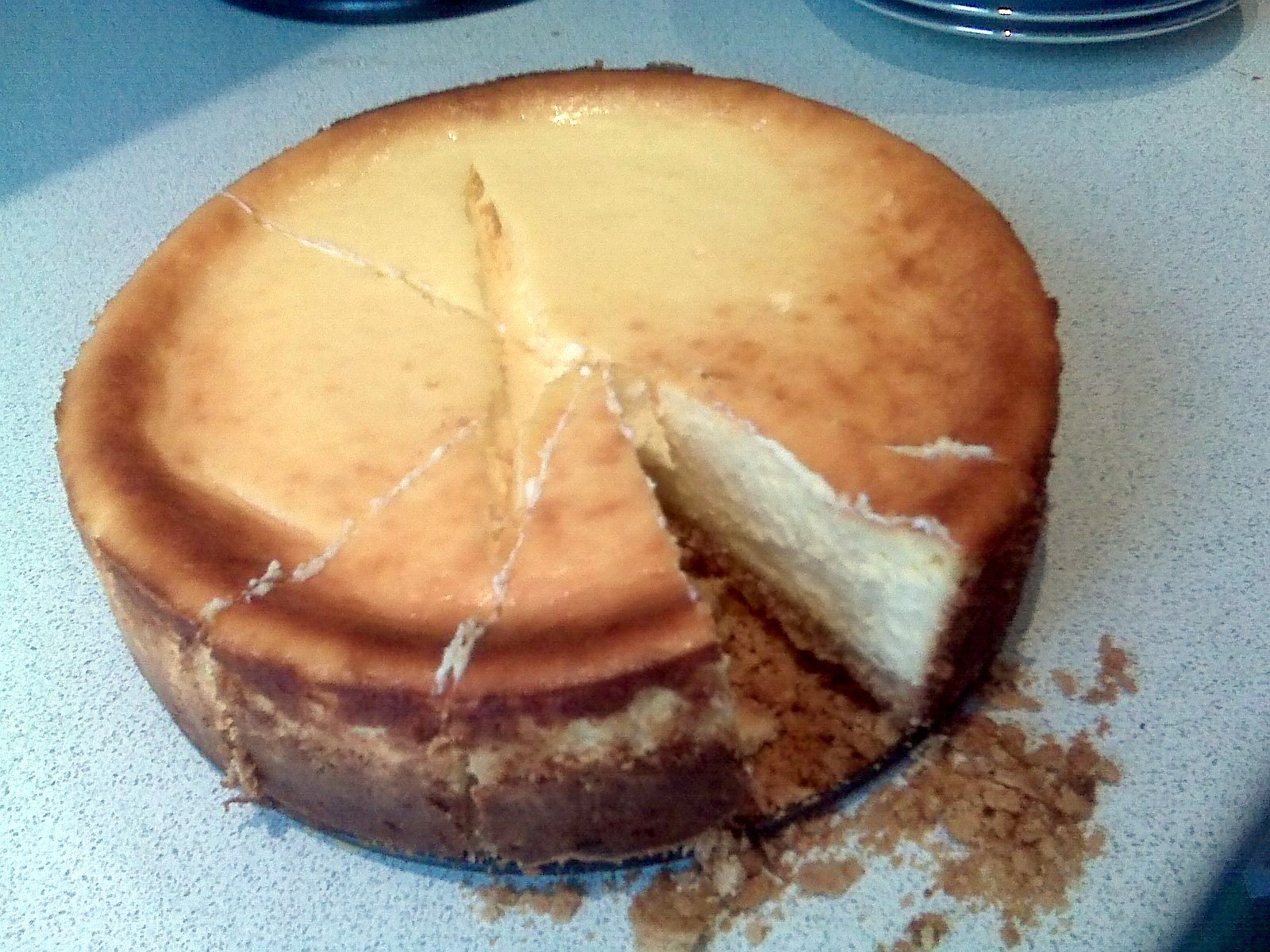
南非重起司蛋糕
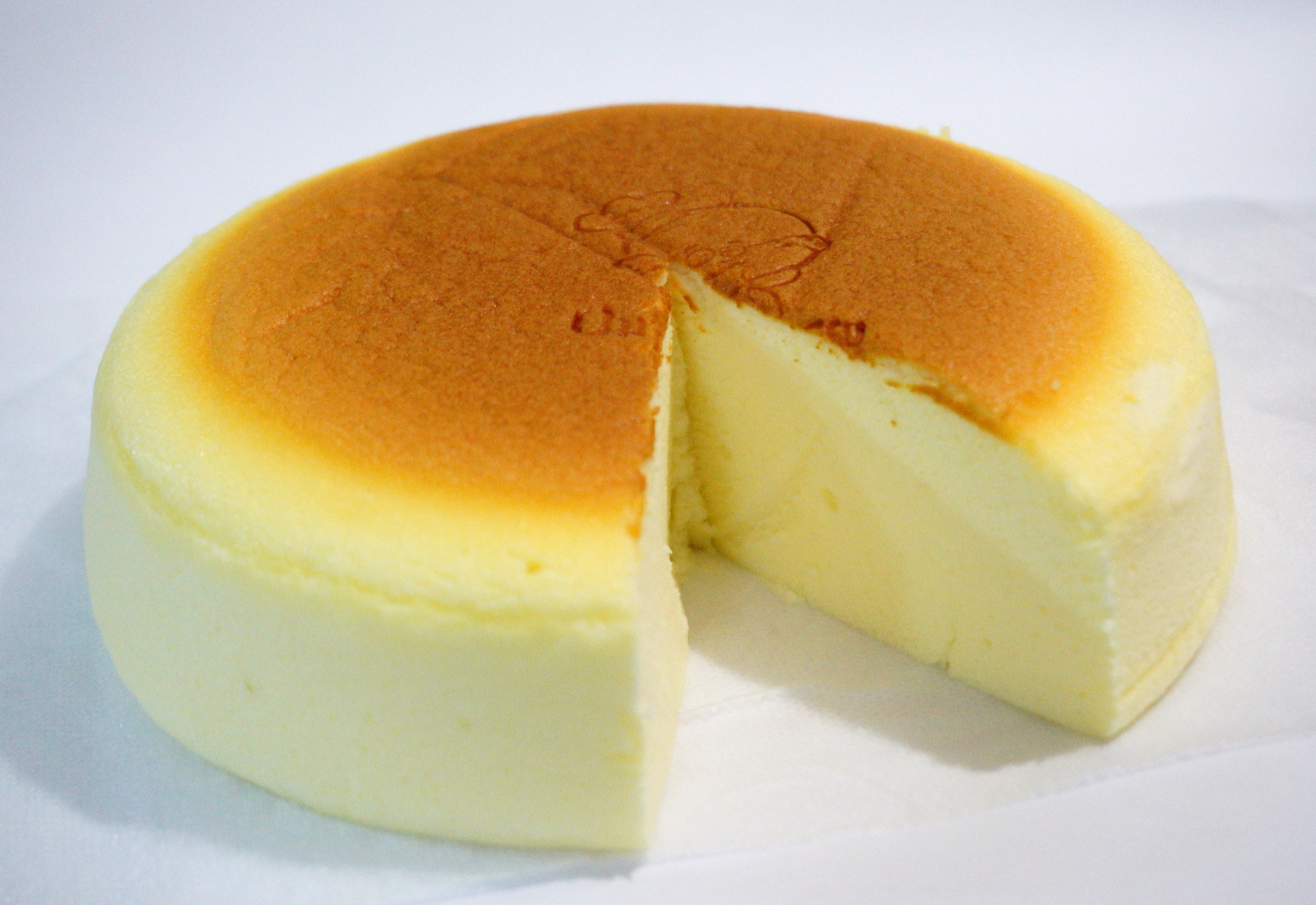
原味輕起司蛋糕
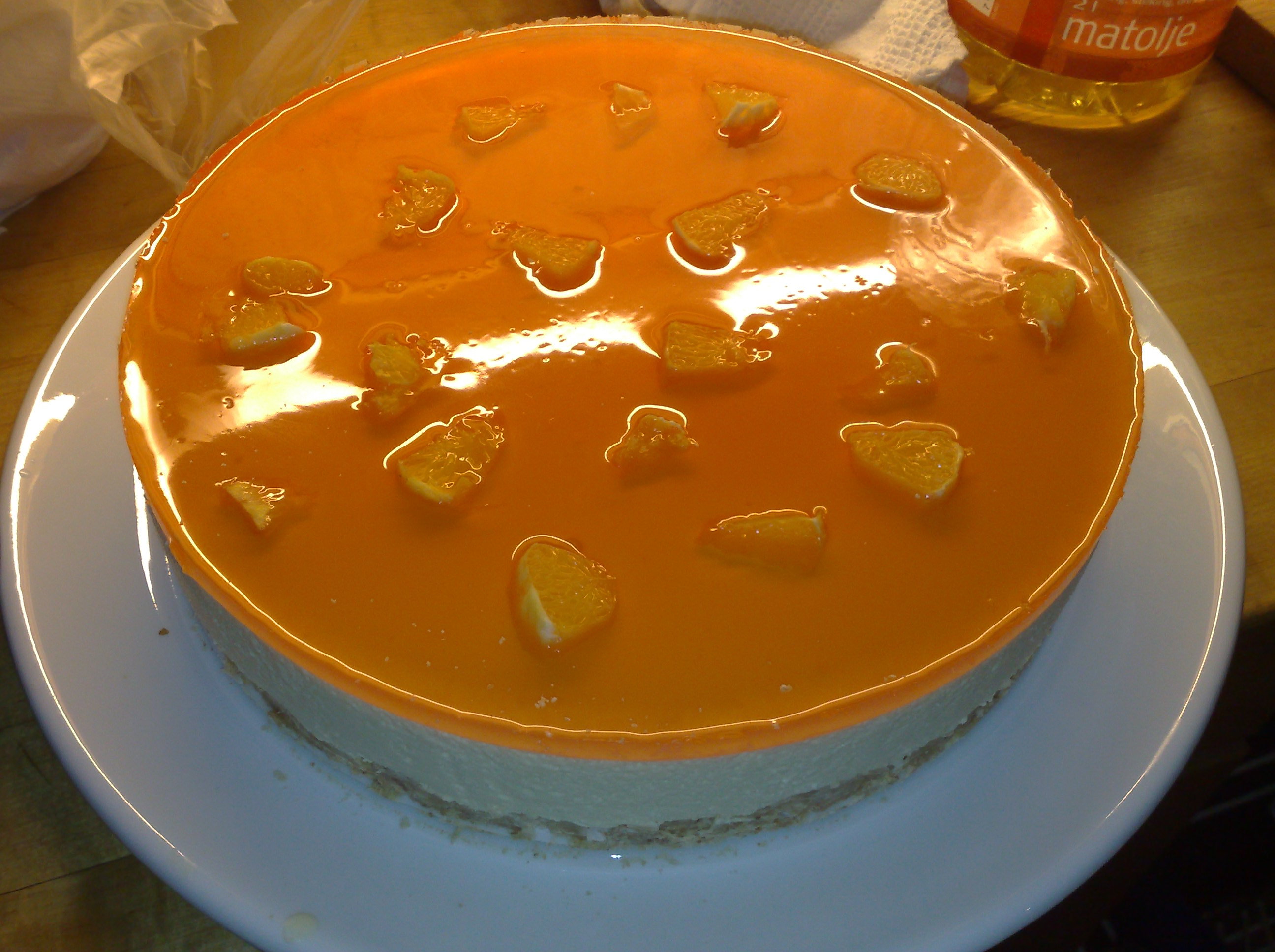
柳橙免烤起司蛋糕
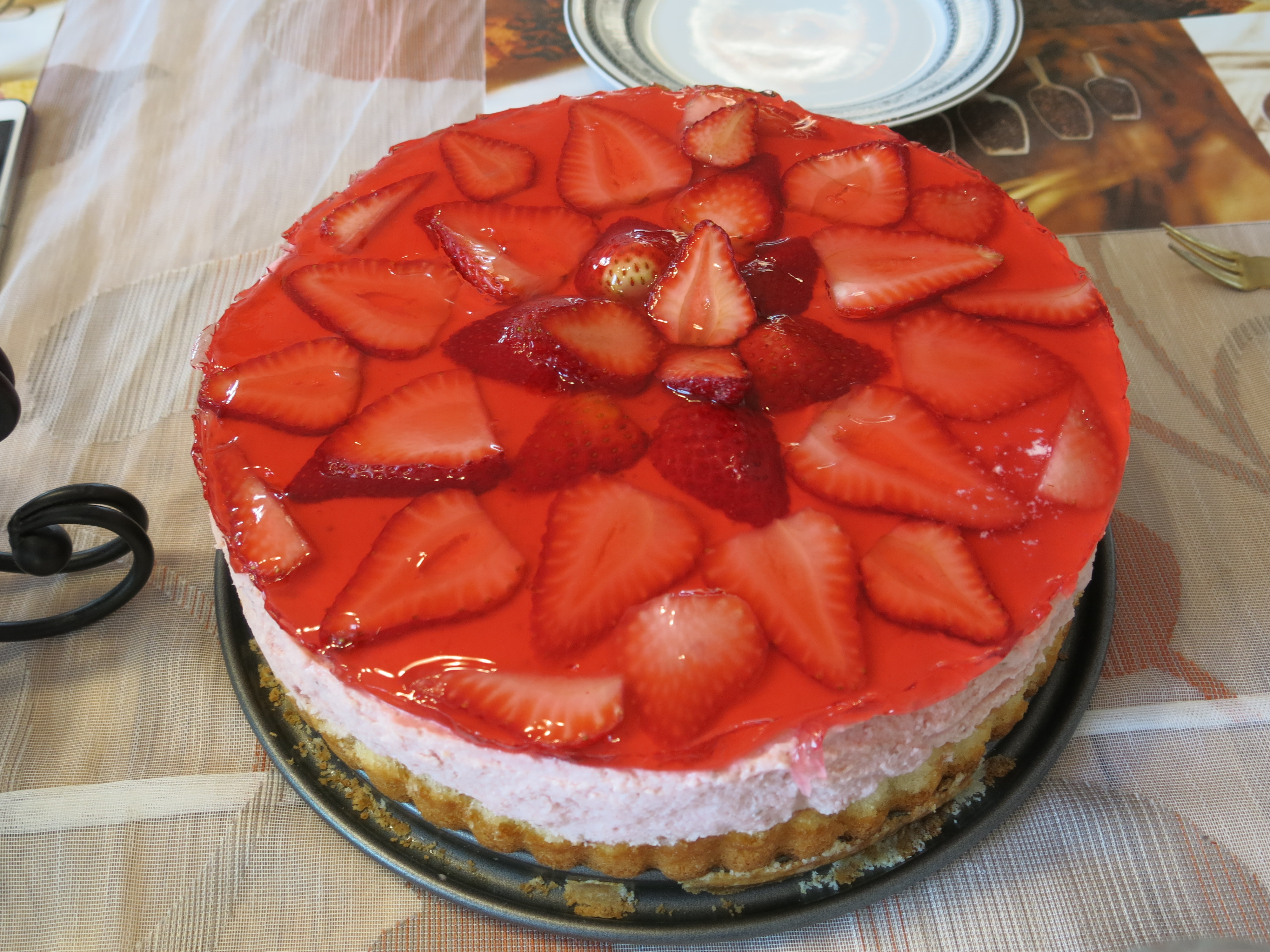
草莓奶酪蛋糕
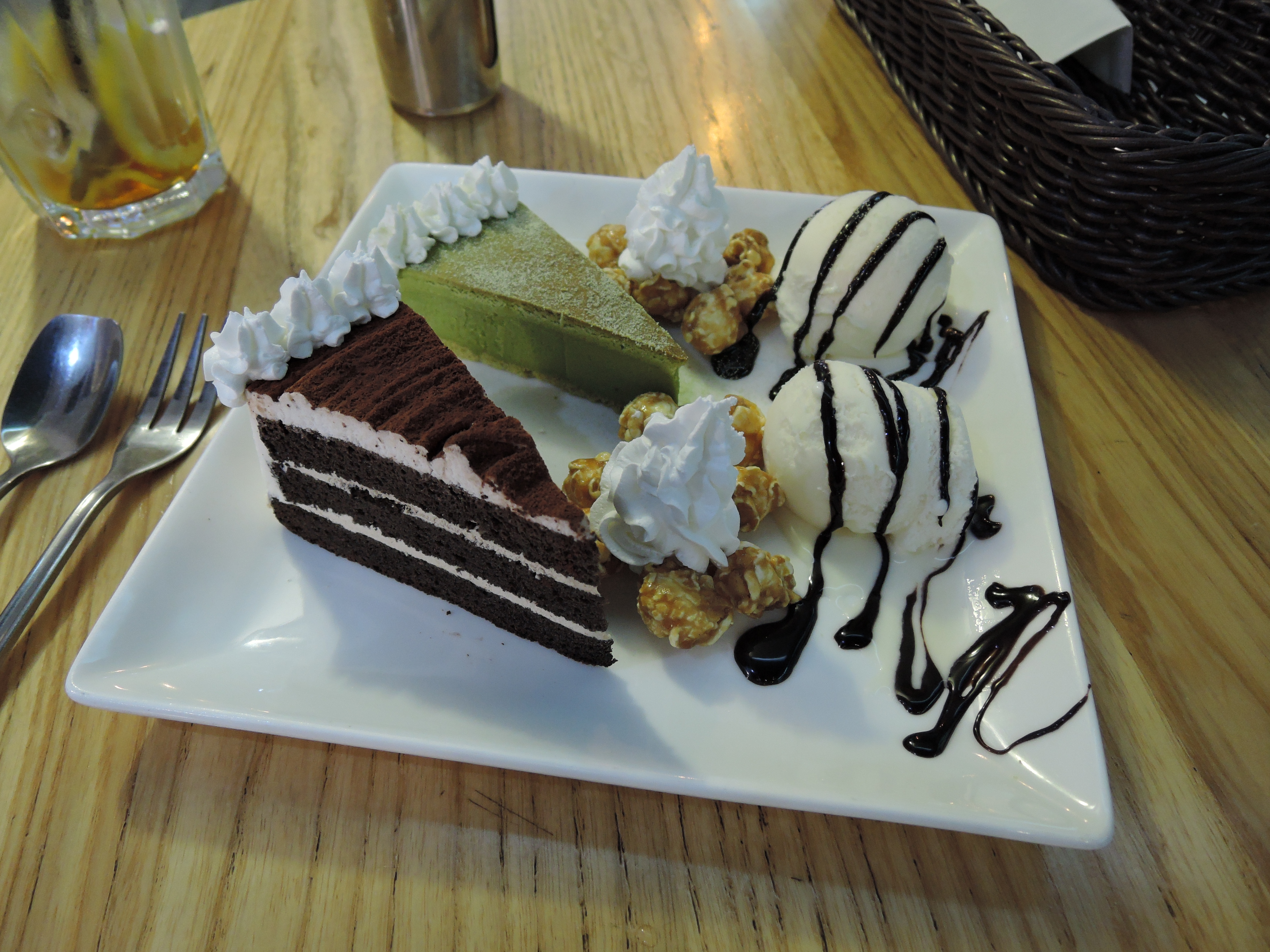
抹茶奶酪蛋糕
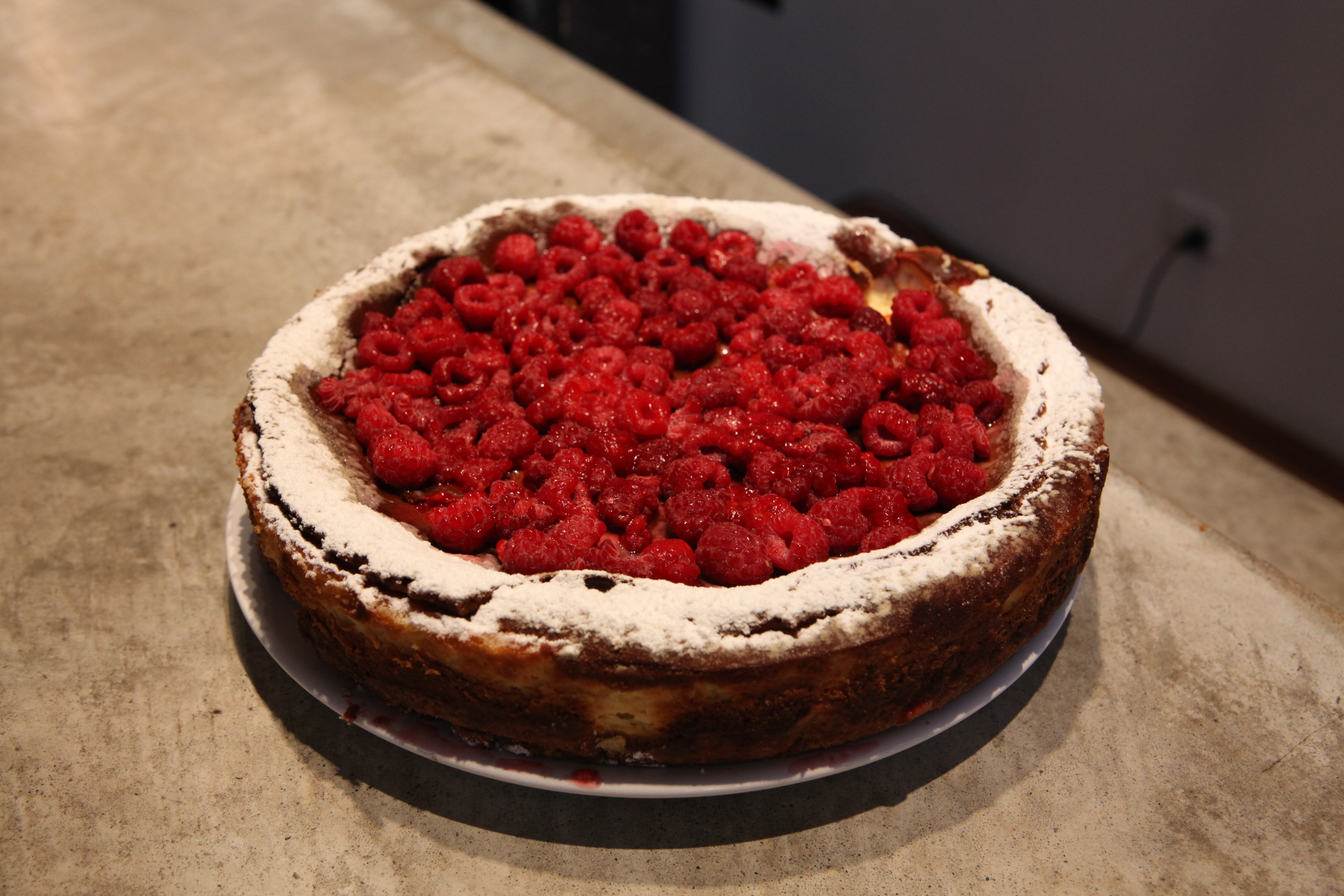
美國覆盆子奶酪蛋糕
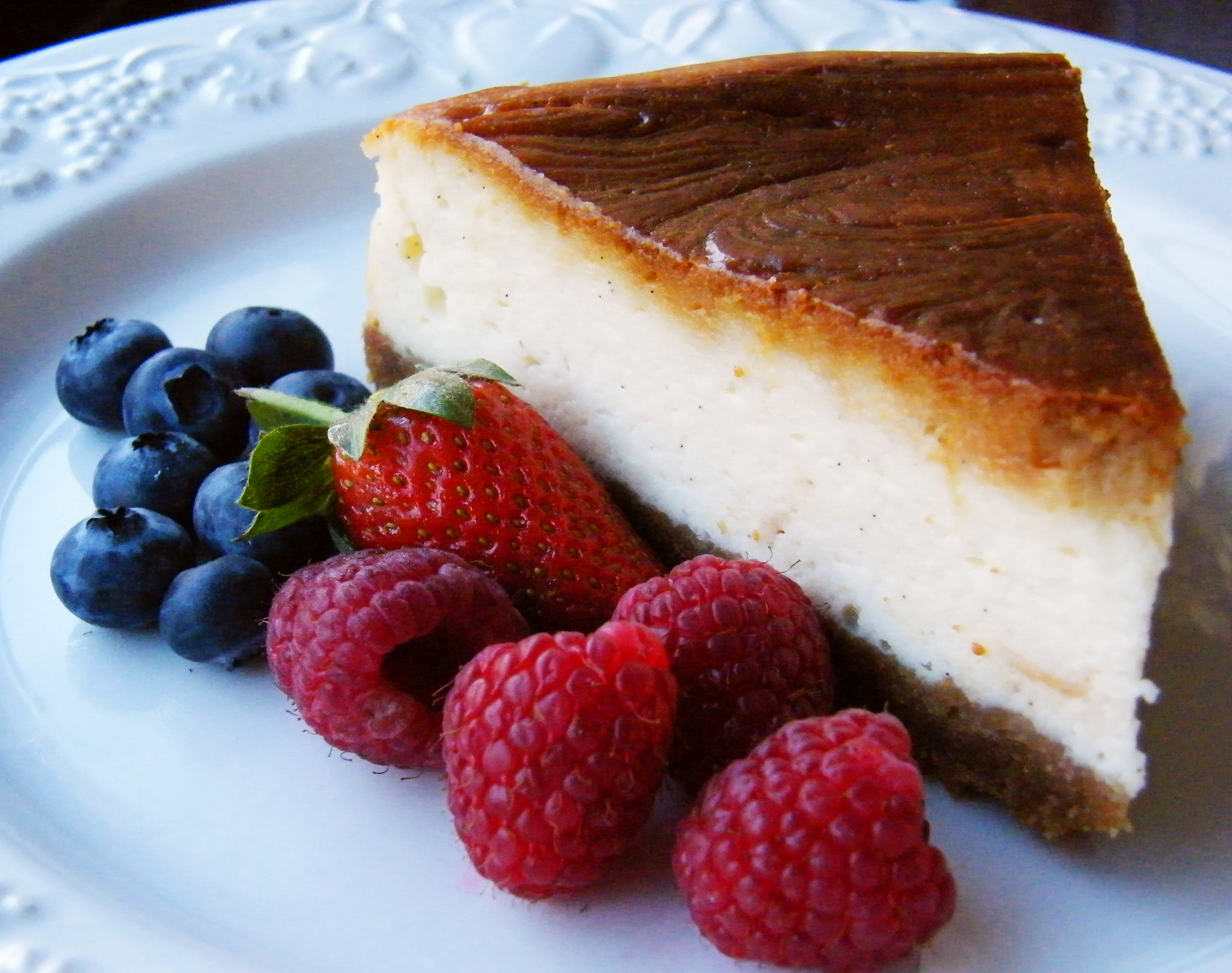
切件的美國奶酪蛋糕
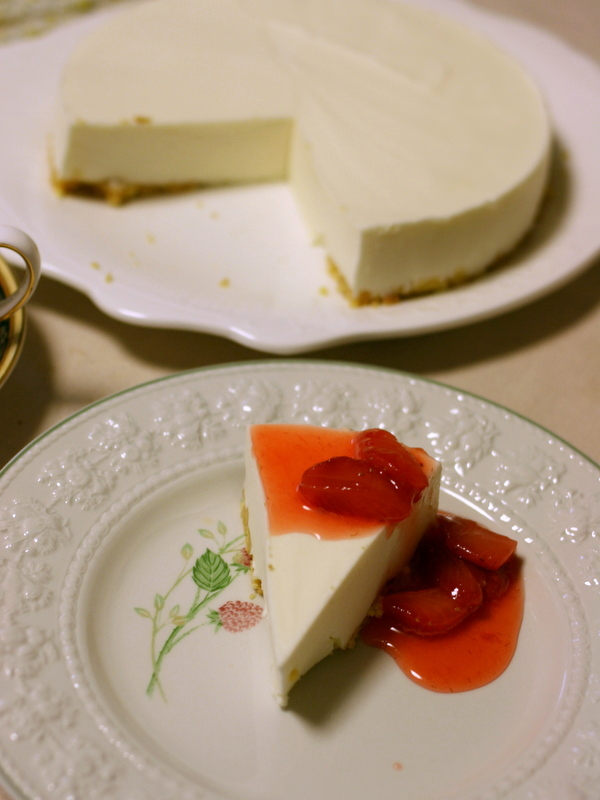
日式免焗芝士蛋糕配士多啤梨醬
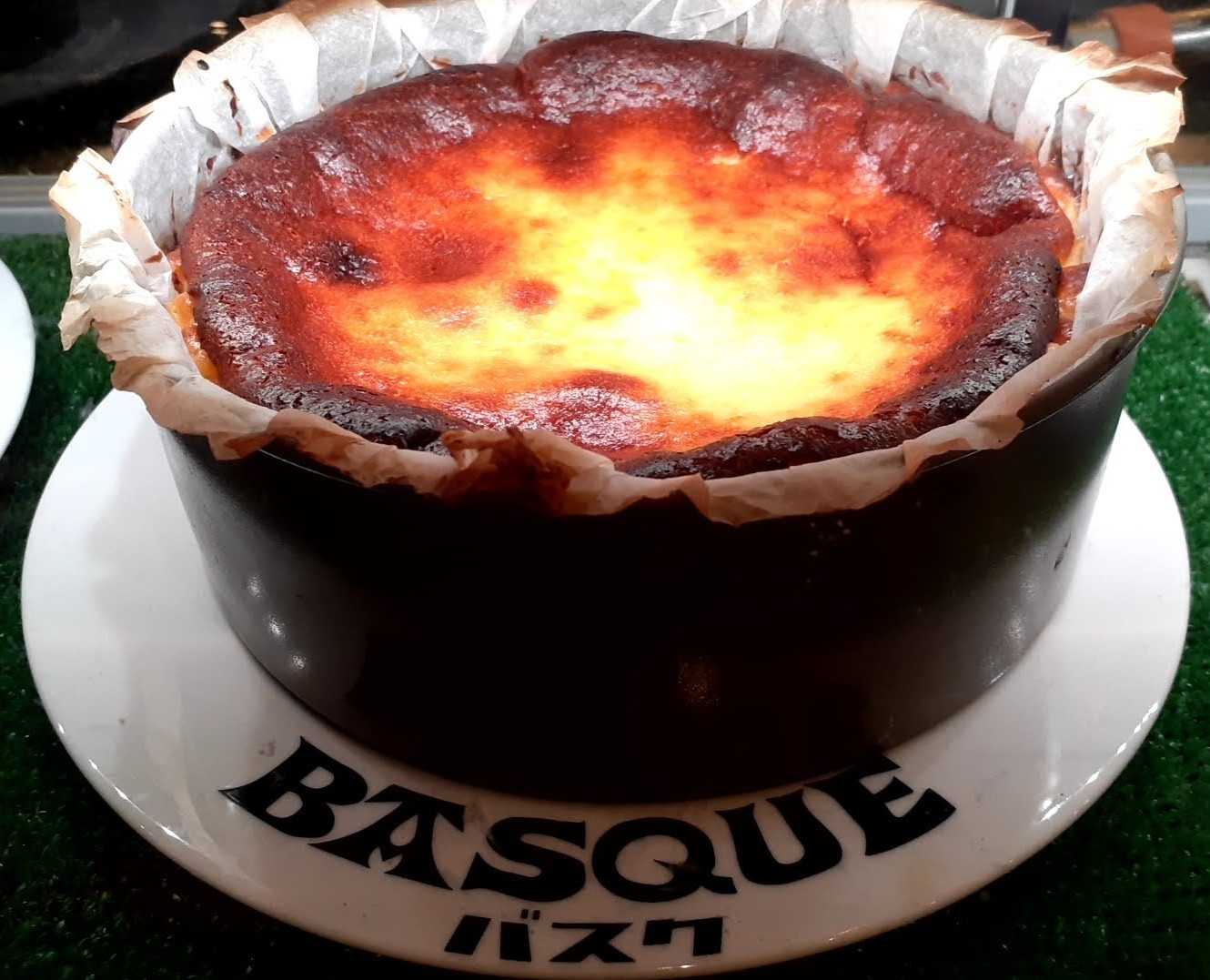
巴斯克起司蛋糕
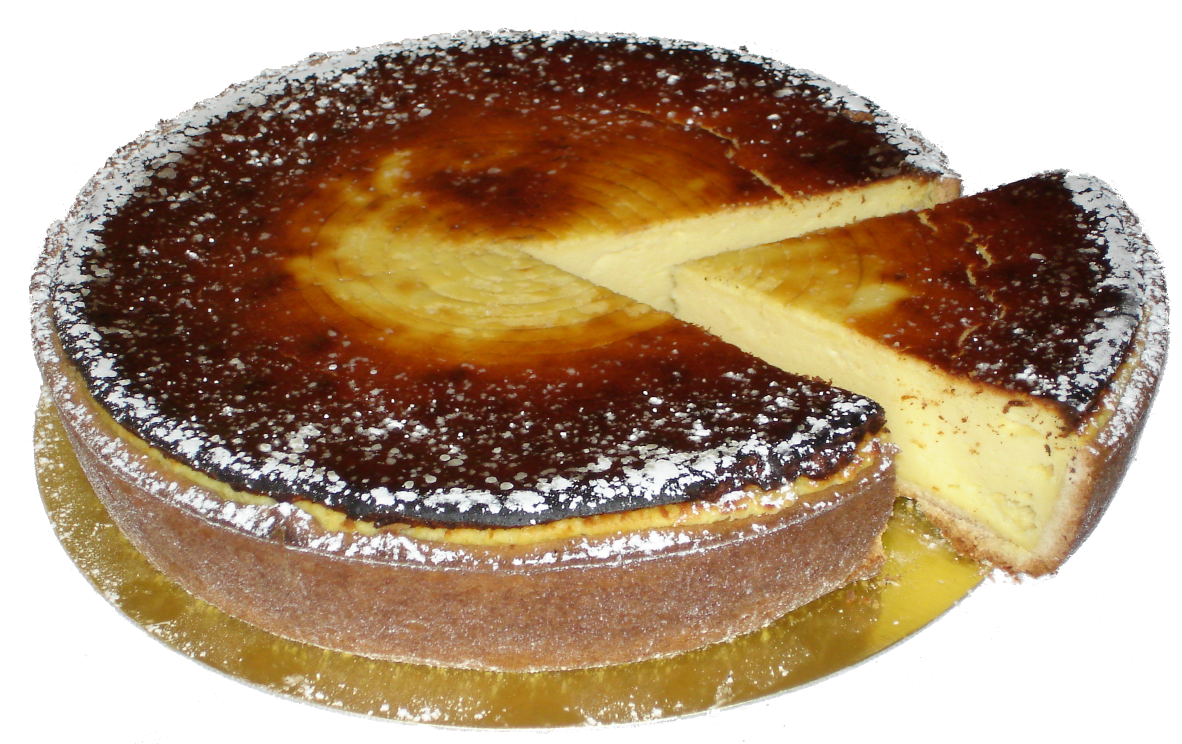
法式起司蛋糕 (tarte au fromage)
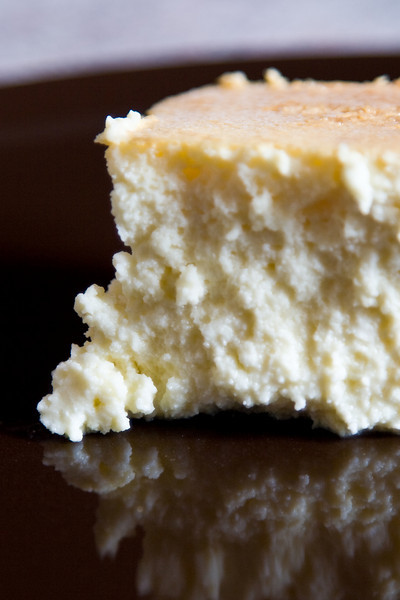
意式乳清乾酪起司蛋糕
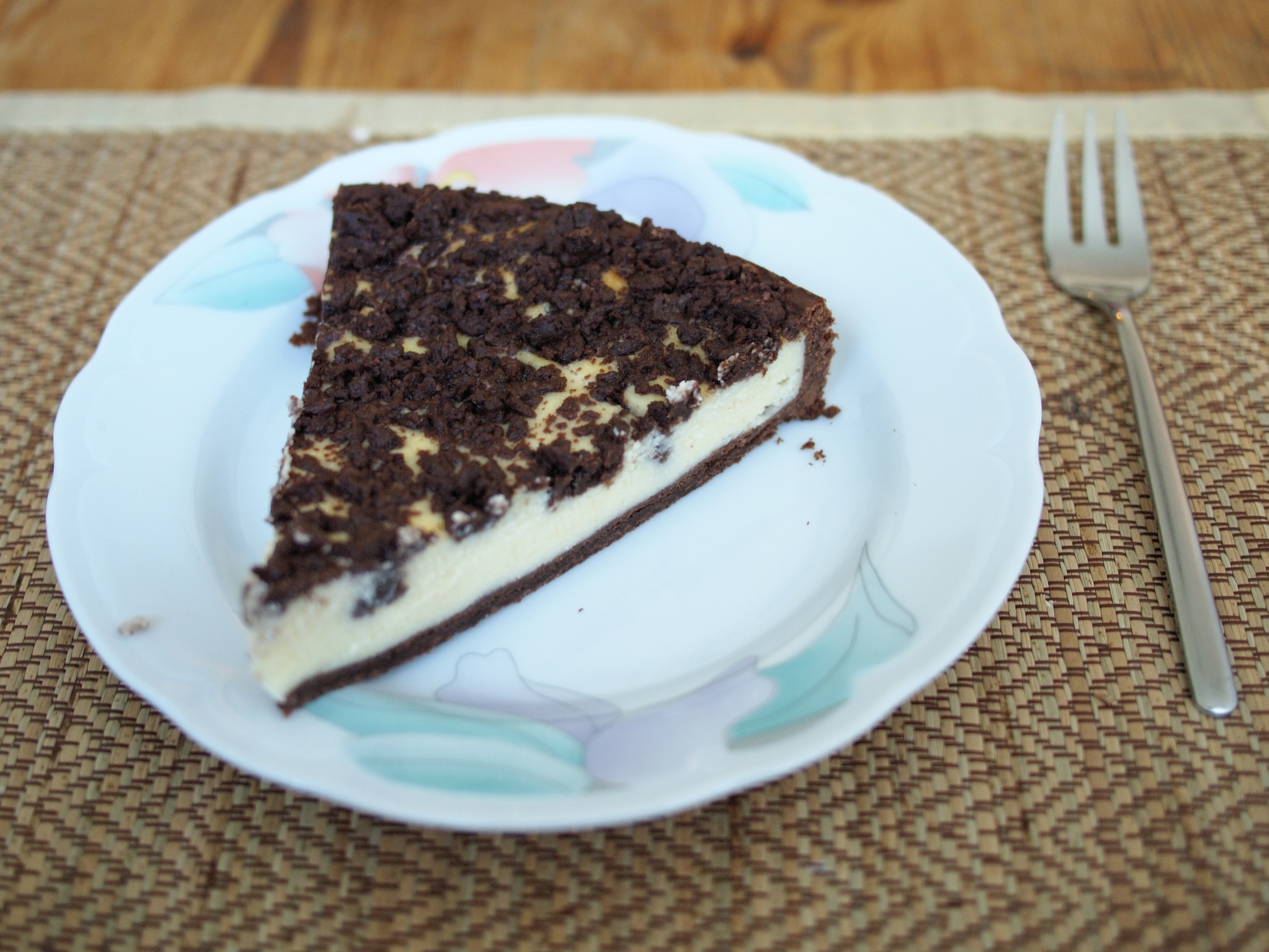
俄羅斯紅棗蛋糕
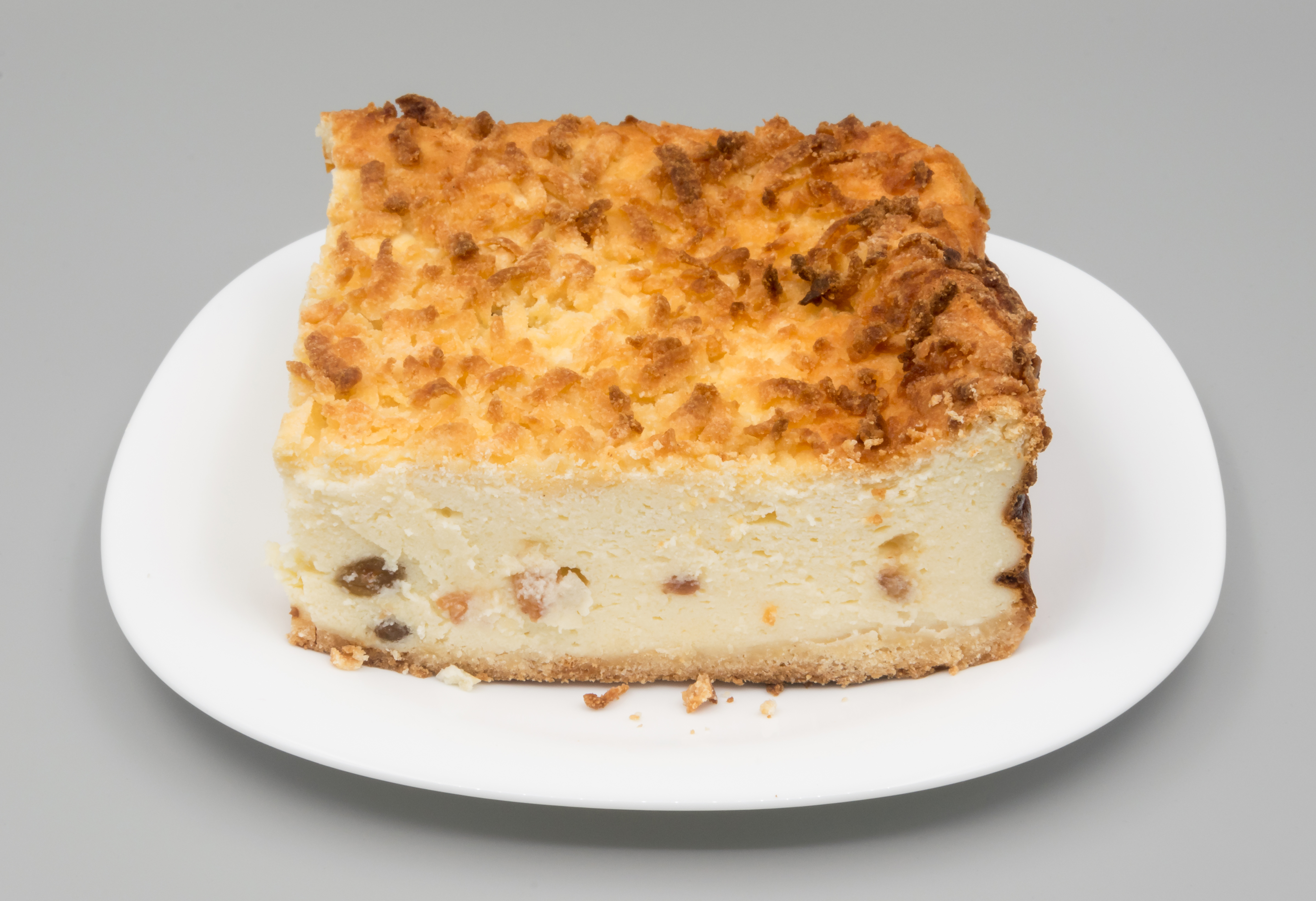
波蘭風味葡萄乾起司蛋糕 (sernik)

## 外部連接
维基共享资源上的相關多媒體資源：起士蛋糕